# قطعنامه ۱۳۸ شورای امنیت
قطعنامه ۱۳۸ شورای امنیت سازمان ملل متحد که در تاریخ ۲۳ ژوئن ۱۹۶۰ تصویب شد، سندی بین‌المللی دربارهٔ سؤال در مورد پروندهٔ آدولف آیشمان است. این قطعنامه طی نشست ۸۶۸ام با ۸ موافق، ۰ مخالف و ۲ ممتنع تصویب شد.